# 宝秀寺 (館林市)
寶秀寺（ほうしゅうじ）は、群馬県館林市羽附町にある真言宗豊山派の寺院。

## 歴史
1579年（天正7年）、法印観賢によって開山された。江戸時代は寺運興隆したが、弘化年間（1844年 - 1848年）と1871年（明治4年）の火災で焼失してしまった。1876年（明治9年）に仮本堂が建てられ、1979年（昭和54年）に本堂が再建された。
野木神社（現・楠木神社）の別当寺を務めていたこともあり、寺紋は楠木正成ゆかりの菊水を用いている。

## 交通アクセス
- 路線バス羽附町東停留所より徒歩2分。